# Маркова Црква
Маркова Црква је насеље у Србији у општини Лајковац у Колубарском округу. Према попису из 2022. било је 98 становника.
Овде се налазе Црква Светог Димитрија, Кумова воденица и Воденица и ваљарица Сретеновића.

## Историја места
Будући да је име месту дошло од назива цркве која се у њему налази, то се историја Маркове Цркве, особито у најранијим поменима, узима за једно те исто.
У 16. веку
Први помен села је забележен у турском попису (тефтеру) за хиџретску 934. годину, тј. 1527/1528. годину по садашњем рачунању времена.

Транскрибован на модерни турски, са османске арабице, унос са 235. странице тефтера TD 144 је гласио овако:

Markova-Çirkva karye, Valyeva nahiye - Село Маркова Црква, Нахија Ваљево

###### У 17. веку
Најранији домаћи траг насељу може бити унос у Поменику манастира Раче, који је настао између 1616. и 1682. године. У Поменику се међу почившим митрополитима помиње извесни Максим, док поред његовог имена стоји Маркова Црква.

###### У 18. веку
Следећи помен насеља је из 18. столећа. Аустро-турски рат, започет 1716, окончан је 1718. године Пожаревачким миром. Знатни делови данашње Централне Србије су припали династији Хабзбург која је од њих формирала домен под именом Краљевина Србија чији је краљ био Карло Шести. Простором ослобођене Србије управљала је Земаљска администрација на челу са гувернером фелдмаршалом Карлом Александаром, војводом од Виртемберга. Претходно је, током прве три године аустријског присуства, управу имала Војна командантура за чијег је мандата извршен први попис насеља и становника. Главни смисао пописа је било разграничење са Османским царством, као и стицање информација о бројности насеља и становника ради увођења намета.
За разлику од округа у Шумадији и Поморављу који су страшно пострадали у рату два царства, Ваљевски дистрикт није претрпео знатну штету. Отуд ниједно од 126 насеља у округу није било пусто. У том, Најперговом попису из 1718. године налази се и место Маркова које се засигурно односи на данашњу Маркову Цркву. У прилог томе говоре Стромово, Придворица и Ратковци који се помињу одмах пре, као и Стошићи (данас заселак Словца), Вировци и оба Мушића који се наводе после Маркове, тј. географским следом којим се и данас сва поменута села нижу.
У прилогу се види да је у селу била само једна кућа. Међутим, аустријски пописивачи нису посећивали свако насеље, него су податке узимали од кнежинских старешина или појединачних житеља насеља, па су зато истицали да сумњају у тачност података. Ипак, кратак рок који су имали на располагању, није пописивачима давао времена да провере истинитост информација, па су их уносили како су их добијали. Сличну скепсу према ономе што су добили а нису могли сами да провере изнео је и војни комесар Франц Михаел Билард, коме је после разграничења са Турском дато у задужење да изврши нови попис до априла 1719, и то у дикстриктима Крагујевац, Рудник, Ваљево, Шабац, Београд и Чачак, ради разрезивања контрибуција.
Последњи помен током постојања аустријске Краљевине Србије (1718-1739) датиран је у 1738. годину, када је Маркова Црква поменута као једно од 22 насеља у Дистрикту Палеж (Обреновац), под именом Марковацесква (Markovacesqua). Очита је грешка у куцању, где је уместо слова Р унето слово С.

## Демографија
У насељу Маркова Црква живи 93 пунолетна становника, а просечна старост становништва износи 44,0 година (40,9 код мушкараца и 48,3 код жена). У насељу има 39 домаћинстава, а просечан број чланова по домаћинству је 2,82.
Ово насеље је у потпуности насељено Србима (према попису из 2002. године), а у последња три пописа, примећен је пад у броју становника, док је 2011. евидентиран пораст од једног становника.
|  |

| Демографија | Демографија | Демографија |
| Година      | Становника  | Становника  |
| ----------- | ----------- | ----------- |
| 1948.       | 244         |             |
| 1953.       | 252         |             |
| 1961.       | 211         |             |
| 1971.       | 165         |             |
| 1981.       | 162         |             |
| 1991.       | 131         | 129         |
| 2002.       | 110         | 110         |
| 2011.       | 111         |             |

| Етнички састав према попису из 2011.‍ | Етнички састав према попису из 2011.‍ | Етнички састав према попису из 2011.‍ | Етнички састав према попису из 2011.‍ | Етнички састав према попису из 2011.‍ |
| ------------------------------------ | ------------------------------------ | ------------------------------------ | ------------------------------------ | ------------------------------------ |
|                                      |                                      |                                      |                                      |                                      |
| Срби                                 | Срби                                 |                                      | 111                                  | 100,0%                               |
| непознато                            | непознато                            |                                      | 0                                    | 0,0%                                 |

| Година пописа     | 1948. | 1953. | 1961. | 1971. | 1981. | 1991. | 2002. |
| ----------------- | ----- | ----- | ----- | ----- | ----- | ----- | ----- |
| Број домаћинстава | 50    | 56    | 58    | 54    | 52    | 45    | 39    |

| Број чланова      | 1  | 2  | 3 | 4 | 5 | 6 | 7 | 8 | 9 | 10 и више | Просек |
| ----------------- | -- | -- | - | - | - | - | - | - | - | --------- | ------ |
| Број домаћинстава | 11 | 10 | 5 | 5 | 4 | 4 | 0 | 0 | 0 | 0         | 2,82   |

| Пол    | Укупно | Неожењен/Неудата | Ожењен/Удата | Удовац/Удовица | Разведен/Разведена | Непознато |
| ------ | ------ | ---------------- | ------------ | -------------- | ------------------ | --------- |
| Мушки  | 51     | 14               | 32           | 3              | 2                  | 0         |
| Женски | 44     | 5                | 31           | 8              | 0                  | 0         |
| УКУПНО | 95     | 19               | 63           | 11             | 2                  | 0         |

| Пол    | Укупно                    | Пољопривреда, лов и шумарство | Рибарство                            | Вађење руде и камена | Прерађивачка индустрија       |
| ------ | ------------------------- | ----------------------------- | ------------------------------------ | -------------------- | ----------------------------- |
| Мушки  | 24                        | 1                             | 0                                    | 7                    | 7                             |
| Женски | 7                         | 3                             | 0                                    | 0                    | 2                             |
| УКУПНО | 31                        | 4                             | 0                                    | 7                    | 9                             |
| Пол    | Производња и снабдевање   | Грађевинарство                | Трговина                             | Хотели и ресторани   | Саобраћај, складиштење и везе |
| Мушки  | 2                         | 3                             | 0                                    | 0                    | 1                             |
| Женски | 0                         | 0                             | 0                                    | 0                    | 0                             |
| УКУПНО | 2                         | 3                             | 0                                    | 0                    | 1                             |
| Пол    | Финансијско посредовање   | Некретнине                    | Државна управа и одбрана             | Образовање           | Здравствени и социјални рад   |
| Мушки  | 0                         | 0                             | 1                                    | 0                    | 0                             |
| Женски | 0                         | 0                             | 0                                    | 2                    | 0                             |
| УКУПНО | 0                         | 0                             | 1                                    | 2                    | 0                             |
| Пол    | Остале услужне активности | Приватна домаћинства          | Екстериторијалне организације и тела | Непознато            | Непознато                     |
| Мушки  | 2                         | 0                             | 0                                    | 0                    | 0                             |
| Женски | 0                         | 0                             | 0                                    | 0                    | 0                             |
| УКУПНО | 2                         | 0                             | 0                                    | 0                    | 0                             |

## Галерија
- Маркова црква - етно комплекс
- Маркова црква - црква светог Димитрија
- Маркова црква - црква светог Димитрија
- Маркова црква - црква светог Димитрија
- Маркова црква - црква светог Димитрија
- Маркова црква - комплекс Кумова воденица
- Маркова црква - комплекс Кумова воденица
- Маркова црква - комплекс Кумова воденица
- Маркова црква - споменик српском ратнику